# Тедді (премія)
«Тедді» (нім. Teddy) — спеціальна нагорода Берлінського кінофестивалю, яку вручають найкращим фільмам, що торкаються проблем сексуальних меншин. Ці фільми показують у рамках огляду.

## Історія
Премія вручається щорічно, починаючи з 1987 року. Першими призерами стали нині всесвітньо відомі режисери Ґас Ван Сент та Педро Альмодовар, першим нагородженим фільмом — «Закон бажання». 1990 року відбувся перший бенкет у рамках церемонії нагородження, який пройшов у берлінському гей-центрі SchwuZ. І лише 1992 року Берлінський кінофестиваль офіційно затвердив «Тедді» частиною своєї програми.

## Категорії
Останнім часом нагороду присуджує міжнародне журі з дев'яти осіб у трьох номінаціях:
- «найкращий художній фільм»
- «найкращий короткометражний фільм»
- «найкращий документальний фільм».

Серед володарів «Тедді» такі режисери як Дерек Джармен, Себастьєн Ліфшиць, Лукас Мудіссон, Франсуа Озон та Тодд Гейнс. 2007 року також було засновано приз глядацьких симпатій «Тедді».

## Переможці
Найкращий художній фільм
| Рік  | Назва                                                           | Оригінальна назва                                                  | Режисер                          | Країна                               |
| ---- | --------------------------------------------------------------- | ------------------------------------------------------------------ | -------------------------------- | ------------------------------------ |
| 1987 | Закон бажання                                                   | La ley del deseo                                                   | Педро Альмодовар                 | Іспанія                              |
| 1988 | На Англію прощальний погляд                                     | The Last of England                                                | Дерек Джармен                    | Велика Британія                      |
| 1989 | Там весело                                                      | Fun Down There                                                     | Роджер Стіґліано                 | США                                  |
|      | У пошуках Ленгстона                                             | Looking for Langston                                               | Ісаак Жульєн                     | Велика Британія                      |
| 1990 | Камінґ-аут                                                      | Coming Out                                                         | Гайнер Каров                     | НДР                                  |
| 1991 | Отрута                                                          | Poison                                                             | Тодд Гейнс                       | США                                  |
| 1992 | Самотні разом                                                   | Together Alone                                                     | Пол Кастелланета                 | США                                  |
| 1993 | Вітгенштейн                                                     | Wittgenstein                                                       | Дерек Джармен                    | Японія Велика Британія               |
| 1994 | Ловися, рибко                                                   | Go Fish                                                            | Роуз Троше                       | США                                  |
| 1995 | Остання вечеря                                                  | The Last Supper                                                    | Сінтія Робертс                   | Канада                               |
| 1996 | Жінка-кавун                                                     | The Watermelon Woman                                               | Черіл Данай                      | США                                  |
| 1997 | Усе про мене                                                    | All Over Me                                                        | Алекс Січел                      | США                                  |
| 1998 | Міцно обіймаю тебе                                              | Hold You Tight                                                     | Стенлі Кван                      | Гонконг                              |
| 1999 | Покажи мені любов                                               | Fucking Åmål                                                       | Лукас Мудіссон                   | Швеція                               |
| 2000 | Краплі дощу на розпечених скелях                                | Gouttes d'eau sur pierres brulantes                                | Франсуа Озон                     | Франція                              |
| 2001 | Гедвіг і злощасний дюйм                                         | Hedwig and the Angry Inch                                          | Джон Кемерон Мітчелл             | США                                  |
| 2002 | Прогулянки по воді                                              | Walking on Water                                                   | Тоні Айрес                       | Австралія                            |
| 2003 | Тисячі хмар світу закрили небо, кохай, твоє кохання буде вічним | Mil nubes de paz cercan el cielo, amor, jamás acabarás de ser amor | Хуліан Ернандес                  | Мексика                              |
| 2004 | Безумство                                                       | Wild Side                                                          | Себастьєн Ліфшиц                 | Бельгія Франція Велика Британія      |
| 2005 | Рік без кохання                                                 | Un año sin amor                                                    | Анахі Бернері                    | Аргентина                            |
| 2006 | Цвітіння Максімо Олівероса                                      | Ang Pagdadalaga ni Maximo Oliveros                                 | Ауреус Соліто                    | Філіппіни                            |
| 2007 | Павукові лілії                                                  | Spider Lilies                                                      | Зеро Чоу                         | Тайвань                              |
| 2008 | Дивовижна правда про королеву Ракель                            | The Amazing Truth About Queen Raquela                              | Олаф де Флер Йоханнессон         | Ісландія Філіппіни Франція Таїланд   |
| 2009 | Люте сонце, люте небо                                           | Rabioso sol, rabioso cielo                                         | Хуліан Ернандес                  | Мексика                              |
| 2010 | Дітки в порядку                                                 | The Kids Are All Right                                             | Ліза Холоденко                   | США                                  |
| 2011 | Відсутній                                                       | Ausente                                                            | Марко Бергер                     | Аргентина                            |
| 2012 | Тримати світло                                                  | Keep the Lights On                                                 | Іра Сакс                         | США                                  |
| 2013 | «В ім'я…»                                                       | W imię...                                                          | Малгожата Шумовська              | Польща                               |
| 2014 | Сьогодні я хочу повернутися на самоті                           | Hoje Eu Quero Voltar Sozinho                                       | Даніел Рібейру                   | Бразилія                             |
| 2015 | Противна дитина                                                 | Nasty Baby                                                         | Себастьян Сільва                 | США Чилі                             |
| 2016 | Кіт                                                             | Kater                                                              | Клаус Гендл                      | Австрія                              |
| 2017 | Фантастична жінка                                               | Una mujer fantástica                                               | Себастьян Леліо                  | Чилі Німеччина США Іспанія           |
| 2018 | Жорстка фарба                                                   | Tinta bruta                                                        | Марсіо Реолон, Філіп Матзембахер | Бразилія                             |
| 2019 | Коротка історія зеленої планети                                 | Breve historia del planeta verde                                   | Сантьяго Лоса                    | Аргентина Бразилія Німеччина Іспанія |